# Turn Back Time (bài hát của Aqua)
"Turn Back Time" là một bài hát của nhóm nhạc dance-pop đến từ Đan Mạch và Na Uy Aqua nằm trong album phòng thu đầu tay của họ, Aquarium (1997). Nó được phát hành vào ngày 18 tháng 5 năm 1998 bởi MCA Records như là đĩa đơn thứ sáu trích từ album, và là đĩa đơn thứ ba của nhóm tại thị trường Vương quốc Anh. Ngoài ra, "Turn Back Time" cũng xuất hiện trong album nhạc phim của bộ phim năm 1998 Sliding Doors. Bài hát được viết lời bởi Søren Rasted và Claus Norreen, và được sản xuất bởi Rasted, Norreen, Johnny Jam và Delgado.
Với giai điệu chậm rãi và khác biệt hoàn toàn so với những giai điệu bubblegum pop của những đĩa đơn trước trong album, "Turn Back Time" đánh dấu sự thay đổi đáng kể trong phong cách âm nhạc của Aqua, cũng như giúp khai thác chất giọng của thành viên hát chính Lene Nystrøm Rasted nhưng vẫn giữ được chất nhạc không thể nhầm lẫn của họ. Sau khi phát hành, nó đã tiếp tục trở thành một bản hit toàn cầu tiếp theo của nhóm, lọt vào top 5 ở nhiều quốc gia như Ireland, New Zealand và Thụy Điển, cũng như lọt vào top 10 ở Úc. Tại Vương quốc Anh, bài hát trở thành đĩa đơn quán quân thứ ba liên tiếp của Aqua tại thị trường này, giúp nhóm trở thành một trong những ban nhạc hiếm hoi có ba đĩa đơn đầu tay đều đạt vị trí quán quân. Video ca nhạc của "Turn Back Time" được đạo diễn bởi Peter Stenbæk, trong đó bao gồm nhiều hình ảnh từ Sliding Doors.

## Danh sách bài hát
Đĩa CD maxi tại châu Âu
1. "Turn Back Time" (bản album) – 4:09
2. "Turn Back Time" (Love To Infinitys Classic Radio Mix) – 3:20
3. "Turn Back Time" (Love To Infinitys Classic Paradise Mix) – 7:25
4. "Turn Back Time" (Metro Scuba Club Mix) – 6:34

Đĩa CD tại Anh quốc #1
1. "Turn Back Time" – 4:08
2. "Turn Back Time" (Love To Infinitys Classic Radio Mix) – 3:20
3. "Turn Back Time" (Metro Scuba Club Mix) – 6:34
4. "Turn Back Time" (Master Mix) – 5:13
5. "Turn Back Time" (Thunderball Mix) – 6:59

Đĩa CD tại Anh quốc #2
1. "Turn Back Time" – 4:08
2. "Turn Back Time" (Metro Radio chỉnh sửa) – 3:22
3. "Turn Back Time" (Love To Infinitys Classic Paradise Mix) – 7:25
4. "Turn Back Time" (video) – 6:34

## Xếp hạng
| Bảng xếp hạng (1998)               | Vị trí cao nhất |
| ---------------------------------- | --------------- |
| Úc (ARIA)                          | 10              |
| Áo (Ö3 Austria Top 40)             | 19              |
| Bỉ (Ultratop 50 Flanders)          | 42              |
| Bỉ (Ultratop 50 Wallonia)          | 14              |
| Canada (RPM)                       | 14              |
| Châu Âu (European Hot 100 Singles) | 12              |
| Đức (Official German Charts)       | 42              |
| Ireland (IRMA)                     | 4               |
| Ý (FIMI)                           | 22              |
| Hà Lan (Dutch Top 40)              | 18              |
| Hà Lan (Single Top 100)            | 26              |
| New Zealand (Recorded Music NZ)    | 2               |
| Thụy Điển (Sverigetopplistan)      | 4               |
| Thụy Sĩ (Schweizer Hitparade)      | 26              |
| Anh Quốc (OCC)                     | 1               |

| Bảng xếp hạng (1998)                 | Vị trí |
| ------------------------------------ | ------ |
| Australia (ARIA)                     | 50     |
| Netherlands (Dutch Top 40)           | 142    |
| New Zealand (Recorded Music NZ)      | 39     |
| Sweden (Sverigetopplistan)           | 95     |
| UK Singles (Official Charts Company) | 68     |

## Chứng nhận
| Quốc gia                                                                           | Chứng nhận | Số đơn vị/doanh số chứng nhận |
| ---------------------------------------------------------------------------------- | ---------- | ----------------------------- |
| Úc (ARIA)                                                                          | Vàng       | 35.000^                       |
| New Zealand (RMNZ)                                                                 | Vàng       | 7,500*                        |
| Thụy Điển (GLF)                                                                    | Vàng       | 15.000^                       |
| Anh Quốc (BPI)                                                                     | Bạc        | 200.000^                      |
| * Chứng nhận dựa theo doanh số tiêu thụ. ^ Chứng nhận dựa theo doanh số nhập hàng. |            |                               |